# Sheboygan (condado de Sheboygan, Wisconsin)
Sheboygan es un pueblo ubicado en el condado de Sheboygan en el estado estadounidense de Wisconsin. En el Censo de 2010 tenía una población de 7271 habitantes y una densidad poblacional de 257,86 personas por km².

## Geografía
Sheboygan se encuentra ubicado en las coordenadas 43°46′51″N 87°46′00″O / 43.78083, -87.76667. Según la Oficina del Censo de los Estados Unidos, Sheboygan tiene una superficie total de 28.2 km², de la cual 27.95 km² corresponden a tierra firme y (0.89%) 0.25 km² es agua.

## Demografía
Según el censo de 2010, había 7271 personas residiendo en Sheboygan. La densidad de población era de 257,86 hab./km². De los 7271 habitantes, Sheboygan estaba compuesto por el 93.15% blancos, el 0.61% eran afroamericanos, el 0.22% eran amerindios, el 4.13% eran asiáticos, el 0% eran isleños del Pacífico, el 0.73% eran de otras razas y el 1.17% pertenecían a dos o más razas. Del total de la población el 2.72% eran hispanos o latinos de cualquier raza.